# 動質體
動質體（Kinetoplastid）是一種附有鞭毛的原生動物，包含某些能使人類或其他動物發生嚴重疾病的寄生蟲。這類生物具有許多不同型態，生活於水中或泥土裡。
另外，動質體與動基體（kinetoplast）有相似的名稱，但並非相同事物。

## 下级分类
本纲包括以下目：
- 波豆虫目 Bodonida
- Eubodonida
- Neobodonida
- Parabodonida
- Prokinetoplastida
- 錐體蟲  Trypanosomatida

目和科地位未定的属：
- Leptowallaceina Podlipaev & Frolov, 2000
- Trypanophis Keysselitz, 1904
- Trypanopsis M.Léger, 1920

## 外部連結
- KBD -- Kinetoplastid Biology and Disease （页面存档备份，存于）